# Leire Pajín
Leire Pajín Iraola (San Sebastián, 16 de septiembre de 1976) es una socióloga y política española del PSOE. Ocupó el cargo de ministra de Sanidad, Política Social e Igualdad entre octubre de 2010 y diciembre de 2011, y el de vicesecretaria general del PSPV entre abril de 2012 y julio de ese mismo año, cuando anunció que dejaba la política activa para trabajar en la Organización Panamericana de Salud. Hasta 2024 fue la presidenta de la organización internacional Fundación EU-LAC.

## Biografía

### Inicios
Nacida en San Sebastián, Guipúzcoa, el 16 de septiembre de 1976, desde su juventud residió en Benidorm, donde cursó el Bachillerato. Licenciada en sociología por la Universidad de Alicante en 1998. Fue presidenta de la Asociación de Estudiantes Campus Jove (1995-1997) y miembro del Claustro y de la Junta de la Facultad de Económicas y Empresariales de la Universidad de Alicante (1995-1999). Hija del militante del PSOE de Benidorm José María Pajín, asesor en la Subdelegación del Gobierno en Alicante, y Maite Iraola, exmilitante de este partido y concejal en el Ayuntamiento de la localidad. 
Ha ejercido —entre otros cargos en diferentes organizaciones en la órbita del PSOE— como miembro del Comité Federal de las Juventudes Socialistas de España, secretaria de Política Institucional de las Juventudes Socialistas de Benidorm, presidenta de Solidaridad Internacional y miembro del Patronato de la Fundación Jaime Vera.

### Carrera política
En el año 2000 fue elegida diputada por Alicante. En las elecciones de 2004 renovó su escaño encabezando la lista del PSOE por Alicante. En abril de ese mismo año, dejó su acta de diputada, para tomar posesión del cargo de secretaria de Estado de Cooperación Internacional. En 2008 volvió a ser candidata por Alicante, esta vez como número dos, tras quien fuera entonces ministro de Sanidad Bernat Soria. Secretaria de Organización del PSOE desde el XXXVII Congreso Federal (4, 5 y 6 de julio de 2008), en sustitución de José Blanco, quien pasó a desempeñar el cargo de vicesecretario general del PSOE.
Tras su elección como secretaria de Organización del PSOE abandonó el cargo de secretaria de Estado de Cooperación Internacional, siendo sucedida en el mismo por Soraya Rodríguez.
Fue senadora por la Comunidad Valenciana (designada por las Cortes Valencianas) desde el día 25 de noviembre de 2009 (tomó posesión el día 1 de diciembre) en sustitución de Juan Andrés Perelló, que renunció tras ser elegido diputado en el Parlamento Europeo. Este nombramiento fue objeto de una gran polémica por el bloqueo del Partido Popular valenciano al mismo durante meses, que llevó a que el PSOE perdiera una votación en el Senado por contar con un senador menos.
Ministra de Sanidad, Política Social e Igualdad desde el 21 de octubre de 2010 hasta el 22 de diciembre de 2011. En abril de 2011, el diario ABC publicó que su curriculum vitae en el sitio web del ministerio decía que había ejercido como claustral en una facultad que no existe en el campus al que alude. Fue corregido al día siguiente de la publicación de la noticia.
Tras el Congreso Nacional del PSPV celebrado en Alicante en 2012 fue elegida vicesecretaria general del PSPV en la ejecutiva liderada por Ximo Puig.

### Abandono temporal de la política
El 4 de julio de 2012 anunció que abandonaría temporalmente la política y, consiguientemente, su escaño en el Congreso de los Diputados para dedicarse a trabajar en la Organización Panamericana de la Salud (OPS), puesto al que se rumoreaba aspiraba tras la derrota del PSOE en las elecciones generales de 2011.
En 2014 empezó a trabajar como directora de Desarrollo Global en el Instituto de Salud Global (ISGlobal) de Barcelona, un think tank sin ánimo de lucro financiado principalmente por la Generalidad de Cataluña y La Caixa y apoyado por el Ministerio de Asuntos Exteriores y Cooperación
Asimismo, desde 2019 es presidenta de la Red Española de Desarrollo Sostenible que forma parte de la iniciativa Red de Soluciones para el Desarrollo Sostenible de la ONU.

### Regreso a la política
En abril de 2024 se anunció que Pajín regresaría a la política como número cuatro de la lista del PSOE en las elecciones europeas. En estas elecciones resultó elegida eurodiputada.

## Cargos públicos desempeñados
- Diputada por Alicante en el Congreso de los Diputados (2000-2004).
- Secretaria de Estado de Cooperación Internacional de España (2004-2008).
- Diputada por Alicante en el Congreso de los Diputados (2008).
- Senadora en las Cortes Generales por designación de las Cortes Valencianas (2009-2011).
- Ministra de Sanidad, Política Social e Igualdad (2010-2011).
- Diputada por Alicante en el Congreso de los Diputados (2011-2012).

## Cargos desempeñados en el PSOE
- Secretaria de Movimientos Sociales y Relaciones con las ONG del PSOE (2000-2004).
- Secretaria de Organización del PSOE (2008-2010).
- Vicesecretaria general del PSPV-PSOE (desde 2012).

## Distinciones y condecoraciones
- Premio Rosa del Sur (14 de diciembre de 2008).[19]
- Premio Dulcinea (5 de febrero de 2011).[20]
- Gran Cruz de la Orden de Carlos III (30 de diciembre de 2011).[21]